# William Anthony Hughes
William Anthony Hughes (* 23. September 1921 in Youngstown, Ohio; † 7. Februar 2013 in Fort Thomas, Kentucky) war Bischof von Covington.

## Leben
William Hughes empfing am 6. April 1946 in der Kathedrale St. Kolumban in Youngstown die Priesterweihe. Er studierte am St. Charles College in Baltimore und am St. Mary Seminary in Cleveland. Nach verschiedenen seelsorgerischen Tätigkeiten absolvierte er 1956 ein Studium der Erziehungswissenschaften an der Notre Dame University und wurde erster Rektor der Cardinal Mooney High School. Er wurde zum Doctor of Divinity (DD, theologischer Ehrendoktorgrad) ernannt. 1961 wurde er von Papst Johannes XXIII. zum Monsignore ernannt. Er wurde 1965 Superintendent der Bistumsschulen und Vikar für die Erziehung in der Diözese Youngstown.
Papst Paul VI. ernannte ihn am 23. Juli 1974 zum Weihbischof im Bistum Youngstown und zum Titularbischof von Inis Cathaig. Der Bischof von Youngstown, James William Malone, weihte ihn am 12. September 1974 in der Kathedrale St. Kolumban in Youngstown zum Bischof; Mitkonsekratoren waren Joseph Bernardin, Erzbischof von Cincinnati, und William Michael Cosgrove, Weihbischof in Cleveland.
Papst Johannes Paul II. ernannte ihn am 13. April 1979 zum Bischof von Covington; er wurde am 8. Mai 1979 ins Amt eingeführt. Am 4. Juli 1995 nahm Johannes Paul II. seinen altersbedingten Rücktritt an.